# Ewloe Castle
Ewloe Castle (walesiska: Castell Ewlo) är ett slott i Storbritannien.   Det ligger i kommunen Flintshire och riksdelen Wales, i den södra delen av landet, 270 km nordväst om huvudstaden London. Ewloe Castle ligger 74 meter över havet.
Terrängen runt Ewloe Castle är platt åt nordost, men åt sydväst är den kuperad.Runt Ewloe Castle är det tätbefolkat, med 308 invånare per kvadratkilometer. Närmaste större samhälle är Deeside, 1,9 km öster om Ewloe Castle. Trakten runt Ewloe Castle består i huvudsak av gräsmarker.